# 中村芳夫
中村 芳夫（なかむら よしお、1942年11月18日 - ）は、日本の財界人・外交官（元バチカン駐箚特命全権大使）。日本経済団体連合会の顧問・参与。菅義偉内閣・内閣官房参与。
2010年から2014年にかけて、経団連の副会長と事務総長を兼務していた。

## 人物
1942年、東京府に生まれる。1961年4月、慶應義塾大学経済学部入学、1968年に慶應義塾大学大学院経済学研究科修士課程修了後、経団連（現 日本経団連）に入局する。1970年、米国のジョージタウン大学にフルブライト奨学生として派遣され、同大学院博士課程終了。国際経済部長、常務理事、専務理事、事務総長代行を経て、2006年、事務総長に就任する。2010年より副会長・事務総長。
「財界の政治部長」の異名をとった花村仁八郎以来、35年ぶりに事務局から経団連副会長に抜擢され話題となる。政界（与野党）、経済界、労働界、官界、報道界、学界に張り巡らされた交流網を持つ。
土光敏夫第4代経団連会長の政策秘書時代、土光会長の全幅の信頼を得、若くして、「土光さんの雷が落ちない唯一の男」とうらやまれた。会長交替後、それが災いし、長く苦労を強いられたことは知る人ぞ知るエピソード。
日本経団連の誕生（2002年、初代会長：奥田碩）後、組織面、人事面を中心に事務局の融合を強力に推し進め、旧経団連と旧日経連の統合を実質的に仕上げた人物と財界内で高い評価を得ている。
ジョージタウン大学へのフルブライト留学（1970年）、日米貿易協議会（ワシントンD.C.）への出向（1980年）、ボストンカレッジ客員教授（1991年）などの経歴を武器に、米国の政界、経済界と強いパイプを築いている。
米国上院財政委員会公聴会に招かれ、日本の税制について証言を行った（1992年7月）ことからもうかがえるように、税のエキスパートの顔も持つ。
2016年から2020年まで駐バチカン大使を務めた。自らもカトリックである。

## 年譜
- 1942年：東京都生まれ
- 1961年：桐朋高校卒業
- 1965年：慶應義塾大学経済学部卒業
- 1968年：慶應義塾大学大学院経済学研究科修士課程修了
- 1968年：経団連（現日本経団連）入局
- 1972年：米国ジョージタウン大学にフルブライト奨学生として派遣され、同大学院博士課程修了
- 1993年：経団連国際経済部長
- 1995年：常務理事
- 2001年：専務理事
- 2006年：事務総長
- 2010年：副会長・事務総長
- 2014年：
  - 6月 - 顧問・参与
  - 7月 - 第2次安倍内閣・内閣官房参与（産業政策）
  - 11月 - 旭日重光章受章[3]
- 2016年：
  - 3月11日 - 在バチカン大使（～2020年4月10日）
- 2020年：
  - 10月 - 菅義偉内閣・内閣官房参与（産業政策担当）[4]